# Chilenos en Suecia
 Los chilenos en Suecia  o  chileno-suecos  son los ciudadanos suecos que tienen ascendencia chilena.

## Población
Actualmente vive en Suecia alrededor de 50,000 personas con ascendencia chilena, 28,341 nacieron en Chile (2013).

## Historia

### Antes del golpe militar y la derrota de la Unidad Popular
Antes del golpe de Estado perpetrado por Pinochet gobernó el gobierno de la Unidad Popular con intenciones de transformar la sociedad chilena en una sociedad socialista. Una semana antes de la derrota del gobierno de Salvador Allende había unos 90 chilenos en Suecia, muchos de ellos no radicaban con permanencia sino estaban ahí para realizar varios tipos de trabajos o para estudiar.

### El golpe militar 1973 y la dictadura
Comenzaron a llegar a Suecia los primeros refugiados chilenos después del golpe militar gracias a Olof Palme que tenía buenas relaciones con Salvador Allende y apoyaba su gobierno ya que Suecia era un país socialdemócrata en esos años. Otro personaje destacado fue el embajador sueco en Chile Harald Edelstam que en sus años en el trabajo logró salvar a casi 1.000 chilenos antes de dejar el país. A causa de su compromiso humanitario, fue declarado persona non grata por el régimen militar y en diciembre de 1973 debió salir de Chile. La solidaridad del pueblo sueco con los derechos humanos y la recuperación de la democracia, favoreció, asimismo, la llegada de refugiados. En 1977 vino un informe de la embajada sueca en Chile que declaraba la situación en Chile como más tranquila y por eso deportaron a refugiados chilenos por primera vez inmediatamente cuando llegaron al aeropuerto Arlanda el 19 de marzo de 1982 pero con la vuelta del gobierno socialdemócrata en Suecia el mismo año volvieron a venir más refugiados de Chile lo cual demostraban las estadísticas. En los años ochenta llegó una nueva oleada de inmigrantes chilenos que realmente no había venido por razones políticas sino por razones económicas, hasta había agencias de viajes, sobre todo en Valparaíso , que ayudaban a las personas que querían mudarse a Suecia. Uno de los casos más extraños es cuando llegaron miles de chilenos de una ciudad llamada Tocopilla a Norrköping.

### Hoy
Suecia acogió a casi 46.000 chilenos y se estima que casi 4.000 chilenos han dejado el país entre los años noventa hasta 2008 y siguen viniendo más hoy y reemplazan a los que han dejado Suecia o que se han muerto.